# Constantin Scărișoreanu
Constantin Scărișoreanu (n. 1869 - d. 1937, București) a fost unul dintre generalii Armatei României din Primul Război Mondial.
A îndeplinit mai multe funcții de comandă pe perioada războiului, dintre care cea mai importantă a fost aceea de comandant al Diviziei 9 Infanterie.
A fost considerat unul dintre cei mai merituoși generali români din perioada războiului, fiind primul ofițer înaintat la gradul de general chiar pe câmpul de luptă, la 15/28 octombrie 1916.:p. 142
A fost decorat cu Ordinul „Mihai Viteazul”, clasa III, pentru modul cum a condus Divizia 19 Infanterie în timpul Acțiunilor militare din Dobrogea, din toamna anului 1916.
„Pentru repetate vitejii pe câmpul de luptă.”
Înalt Decret no. 3068 din 3 noiembrie 1916:p. 65

## Decorații
- Ordinul „Mihai Viteazul”, clasa III, 3 noiembrie 1916[4]:p. 65